# Campeonato Paranaense de Futebol de 2014
O Campeonato Paranaense de Futebol de 2014 (cujo nome oficial é Paranaense Onix 2014, por motivos de patrocínio) foi a centésima edição deste torneio estadual de clubes e contou com a presença de 12 times, tendo sido organizado e regimentado pela Federação Paranaense de Futebol (FPF). Os direitos de transmissão de televisão para a TV aberta pertencem à Rede Paranaense de Comunicação (RPC), afiliada da Rede Globo.
O campeonato garantiu o direito a duas vagas na Série D conforme o desempenho e pontuação final das equipes, exceto os que disputam o Campeonato Brasileiro das Séries A e B. Já os quatro primeiros colocados disputarão a Copa do Brasil de 2015.
Reformulado com relação ao calendário e a maneira de disputa em virtude da Copa do Mundo de 2014 e do movimento Bom Senso F.C., o certame sofreu uma redução de datas por decisão de Hélio Cury, presidente da FPF. As novidades ficaram por conta da adoção de um turno único na primeira fase e também de um play-off nas quartas de final, na outra etapa. Além disso, o "Torneio da Morte" foi reavivado e será composto pelas quatro equipes de pior campanha na fase inicial.  

## Regulamento
O Campeonato Paranaense de Futebol de 2014, será disputado em duas fases (Primeiro Fase e Finais) com início previsto para 19 de janeiro, e término nos dias 6 e 13 de abril.
Primeira Fase
Na Primeira Fase do campeonato as 12 equipes se enfrentam em turno único, de 11 rodadas, classificando-se para a próxima etapa em mata-mata, os 8 melhores posicionados, já os 4 últimos estarão fadados a disputa do Triangular da morte;
Critérios de Desempate da Fase Classificatória
1. Número de vitórias;
2. saldo de gols;
3. número de gols a favor;
4. menor número de cartões vermelhos;
5. menor número de cartões amarelos;
6. sorteio.

Quartas de Final
Nas Quartas de Final, os 8 classificados se enfrentam em play-off eliminatório de duas partidas, com os confrontos definidos pela posição de cada clube na fase anterior (1º x 8º, 2º x 7º, 3º x 6º, 4º x 5º). Os critérios de desempate são a pontuação, depois o saldo de gols, e persistindo a igualde nos dois jogos, a decisão será nas penalidades, sendo que a equipe de melhor campanha na Primeira Fase, tem a vantagem de decidir a vaga em casa. Classificam-se para a Semifinal as quatro equipes vencedoras de cada chave.
Semifinal
Na Semifinal, os 4 classificados se enfrentam em play-off eliminatório de duas partidas. Os critérios de desempate são a pontuação, depois o saldo de gols, e persistindo a igualde nos dois jogos, a decisão será nas penalidades, sendo que a equipe de melhor campanha na Primeira Fase, tem a vantagem de decidir a vaga em casa. Classificam-se para a Final as duas equipes vencedoras de cada chave.
Final
Na grande final, os dois times vencedores, se enfrentam duas partidas para definir o campeão da edição. Os critérios de desempate são a pontuação, depois o saldo de gols, e persistindo a igualde nos dois jogos, a decisão será nas penalidades, sendo que a equipe de melhor campanha na Primeira Fase, tem a vantagem de decidir a vaga em casa. O ganhador da disputa garante o troféu da 100ª edição do  Campeonato Paranaense de Futebol.
Rebaixamento
As quatro equipes que não se classificarem na Primeira Fase, disputam o chamado Torneio da Morte, a fim de definir os rebaixados da edição. Os jogos serão em turno e returno e dois mais mal posicionados estarão automaticamente rebaixados para a Divisão de Acesso de 2015.

## Participantes em 2014
| Equipe        | Cidade        | No ano anterior | Estádio              | Capacidade | Títulos             | Participações |
| ------------- | ------------- | --------------- | -------------------- | ---------- | ------------------- | --- |
| Arapongas     | Arapongas     | 7º              | Estádio dos Pássaros | 10.440     | 0 (não possui)      | 7 |
| Atlético      | Curitiba      | 2º              | Janguito Malucelli   | 4.200      | 21 (último em 2009) | 80 |
| Cianorte      | Cianorte      | 9º              | Albino Turbay        | 3.000      | 0 (não possui)      | 11 |
| Coritiba      | Curitiba      | Campeão         | Couto Pereira        | 38.000     | 37 (último em 2013) | 90 |
| J.Malucelli   | Curitiba      | 5º              | Janguito Malucelli   | 4.200      | 0 (não possui)      | 15 |
| Londrina      | Londrina      | 3º              | Estádio do Café      | 36.000     | 3 (último em 1992 ) | 40 |
| Maringá       | Maringá       | 1º (Série B)    | Willie Davids        | 21.600     | 0 (não possui)      | 1 Nos anos 1990 existiu outro clube chamado Maringá Futebol Clube, que participou da primeira divisão durante algumas edições; contudo, não há qualquer ligação entre estes dois clubes. </ref> |
| Operário      | Ponta Grossa  | 6º              | Germano Krüger       | 8.620      | 0 (não possui)      | 44 |
| Paraná        | Curitiba      | 4º              | Vila Capanema        | 17.000     | 7 (último em 2006)  | 21 |
| Prudentópolis | Prudentópolis | 2º (Série B)    | Newton Agibert       | 6.500      | 0 (não possui)      | 2 |
| Toledo        | Toledo        | 8º              | 14 de Dezembro       | 15.280     | 0 (não possui)      | 6 |
| Rio Branco    | Paranaguá     | 10º             | Gigante do Itiberê   | 9.070      | 0 (não possui)      | 45 |

## Primeira Fase

### Classificação
| Pos | Times               | Pts | J  | V | E | D | GP | GC | SG  | %    | M       | Classificação ou rebaixamento             |
| --- | ------------------- | --- | -- | - | - | - | -- | -- | --- | ---- | ------- | ----------------------------------------- |
| 1   | Paraná              | 18  | 11 | 5 | 3 | 3 | 15 | 7  | 8   | 54,5 | 3       | Zona de classificação para a Segunda Fase |
| 2   | Coritiba            | 18  | 11 | 5 | 3 | 3 | 14 | 12 | 2   | 54,5 | 1       | Zona de classificação para a Segunda Fase |
| 3   | Maringá             | 17  | 11 | 5 | 2 | 4 | 18 | 14 | 4   | 51,5 | 1       | Zona de classificação para a Segunda Fase |
| 4   | Londrina            | 16  | 11 | 4 | 4 | 3 | 14 | 10 | 4   | 48,5 | 4       | Zona de classificação para a Segunda Fase |
| 5   | J.Malucelli         | 16  | 11 | 4 | 4 | 3 | 16 | 14 | 2   | 48,5 | Estável | Zona de classificação para a Segunda Fase |
| 6   | Prudentópolis       | 16  | 11 | 4 | 4 | 3 | 11 | 13 | -2  | 48,5 | Estável | Zona de classificação para a Segunda Fase |
| 7   | Rio Branco          | 16  | 11 | 4 | 4 | 3 | 14 | 17 | -3  | 48,5 | Estável | Zona de classificação para a Segunda Fase |
| 8   | Atlético Paranaense | 15  | 11 | 4 | 3 | 4 | 16 | 14 | 2   | 45,5 | 5       | Zona de classificação para a Segunda Fase |
| 9   | Cianorte            | 14  | 11 | 3 | 5 | 3 | 15 | 15 | 0   | 42,4 | Estável | Zona do Torneio da Morte                  |
| 10  | Operário            | 13  | 11 | 2 | 7 | 2 | 12 | 12 | 0   | 39,4 | Estável | Zona do Torneio da Morte                  |
| 11  | Arapongas           | 11  | 11 | 2 | 5 | 4 | 11 | 17 | -6  | 33,3 | Estável | Zona do Torneio da Morte                  |
| 12  | Toledo              | 5   | 11 | 1 | 2 | 8 | 12 | 23 | -11 | 15,2 | Estável | Zona do Torneio da Morte                  |

### Confrontos
Para ler a tabela, a linha horizontal representa os jogos da equipe como mandante. A coluna vertical indica os jogos da equipe como visitante.
|                     | ARA | ATL | CIA | COR | JMA | LON | MAR | OPE | PAR | PRU | RIO | TOL |
| ------------------- | --- | --- | --- | --- | --- | --- | --- | --- | --- | --- | --- | --- |
| Arapongas           | —   | -   | -   | 0–0 | -   | 1-0 | -   | -   | 0–0 | 0–2 | 3-0 | -   |
| Atlético Paranaense | 3-0 | —   | -   | 3–0 | -   | 2–2 | 2-1 | 1–1 | -   | -   | -   | 0–1 |
| Cianorte            | 2-0 | 2-1 | —   | -   | 1–3 | 2–2 | -   | 1–1 | -   | -   | -   | -   |
| Coritiba            | -   | -   | 1–1 | —   | 1-0 | -   | -   | 2-1 | 2–0 | 2–2 | 2-0 | -   |
| J.Malucelli         | 3–3 | 1–3 | -   | -   | —   | 1-0 | 0–0 | -   | -   | -   | 2–2 | 3-1 |
| Londrina            | -   | -   | -   | 2-0 | -   | —   | 3-2 | 0–0 | 0–0 | 3-0 | 0–1 | -   |
| Maringá             | 3-0 | -   | 3-2 | 2-1 | -   | -   | —   | -   | -   | 0–1 | -   | 5-3 |
| Operário            | 2–2 | -   | -   | -   | 1–1 | -   | 1-0 | —   | 1–3 | -   | 3-1 | 1–1 |
| Paraná              | -   | 4-0 | 2-0 | -   | 0–1 | -   | 0–1 | -   | —   | 3-0 | 1–1 | -   |
| Prudentópolis       | -   | 0–0 | 1–1 | -   | 2-1 | -   | -   | 0–0 | -   | —   | -   | 1-0 |
| Rio Branco          | -   | 2-1 | 1–1 | -   | -   | -   | 1–1 | -   | -   | 3-2 | —   | 2-1 |
| Toledo              | 2–2 | -   | 0–2 | 1–3 | -   | 1–2 | -   | -   | 1–2 | -   | -   | —   |

| Vitória do mandante; Vitória do visitante; Empate. | Em vermelho os jogos da próxima rodada; Em negrito os jogos "clássicos". |

### Desempenho por rodada
Clubes que lideraram o campeonato ao final de cada rodada:
| Rodadas | Rodadas | Rodadas | Rodadas | Rodadas | Rodadas | Rodadas | Rodadas | Rodadas | Rodadas | Rodadas |
| ------- | ------- | ------- | ------- | ------- | ------- | ------- | ------- | ------- | ------- | ------- |
| 1       | 2       | 3       | 4       | 5       | 6       | 7       | 8       | 9       | 10      | 11      |
| PAR     | MAR     | MAR     | MAR     | MAR     | JMA     | MAR     | CFC     | CFC     | CFC     | PAR     |

Clubes que ficaram na última posição do campeonato ao final de cada rodada:
| Rodadas | Rodadas | Rodadas | Rodadas | Rodadas | Rodadas | Rodadas | Rodadas | Rodadas | Rodadas | Rodadas |
| ------- | ------- | ------- | ------- | ------- | ------- | ------- | ------- | ------- | ------- | ------- |
| 1       | 2       | 3       | 4       | 5       | 6       | 7       | 8       | 9       | 10      | 11      |
| CIA     | CIA     | PRU     | ARA     | TOL     | TOL     | TOL     | TOL     | TOL     | TOL     | TOL     |

## Torneio da Morte

### Classificação
| Pos | Times     | Pts | J | V | E | D | GP | GC | SG  | %    | M       | Zona de Classificação ou Rebaixamento     |
| --- | --------- | --- | - | - | - | - | -- | -- | --- | ---- | ------- | ----------------------------------------- |
| 1   | Operário  | 15  | 6 | 5 | 0 | 1 | 10 | 3  | 5   | 83,3 | Estável | Permanece para o Paranaense de 2015       |
| 2   | Arapongas | 10  | 6 | 3 | 1 | 2 | 10 | 6  | 4   | 55,6 | 1       | Permanece para o Paranaense de 2015       |
| 3   | Toledo    | 8   | 6 | 2 | 2 | 2 | 7  | 8  | -1  | 44,4 | 1       | Rebaixados para a Segunda Divisão de 2015 |
| 4   | Cianorte  | 1   | 6 | 0 | 1 | 5 | 3  | 13 | -10 | 5,6  | Estável | Rebaixados para a Segunda Divisão de 2015 |

### Confrontos
Para ler a tabela, a linha horizontal representa os jogos da equipe como mandante. A coluna vertical indica os jogos da equipe como visitante.
|           | ARA | CIA | OPE | TOL |
| --------- | --- | --- | --- | --- |
| Arapongas | —   | 3-0 | 1–2 | 2-1 |
| Cianorte  | 0-2 | —   | 1-3 | 0–1 |
| Operário  | 1-0 | 2-0 | —   | 2-0 |
| Toledo    | 2-2 | 2-2 | 1-0 | —   |

| Vitória do mandante; Vitória do visitante; Empate. |

### Desempenho por rodada
Clubes que lideraram o campeonato ao final de cada rodada:
| Rodadas | Rodadas | Rodadas | Rodadas | Rodadas | Rodadas |
| ------- | ------- | ------- | ------- | ------- | ------- |
| 1       | 2       | 3       | 4       | 5       | 6       |
| OPE     | TOL     | ARA     | OPE     | OPE     | OPE     |

Clubes que ficaram na última posição do campeonato ao final de cada rodada:
| Rodadas | Rodadas | Rodadas | Rodadas | Rodadas | Rodadas |
| ------- | ------- | ------- | ------- | ------- | ------- |
| 1       | 2       | 3       | 4       | 5       | 6       |
| CIA     |         |         |         |         |         |

## Segunda Fase

### Fase final
|  | Quartas-de-final    | Quartas-de-final | Quartas-de-final | Quartas-de-final |       |                     | Semifinais               | Semifinais               | Semifinais               | Semifinais               |  |                | Final           | Final           | Final           | Final           |  |  |
|  |                     |                  |                  |                  |       |                     | 26 de março e 2 de abril | 26 de março e 2 de abril | 26 de março e 2 de abril | 26 de março e 2 de abril |  |                | 6 e 13 de abril | 6 e 13 de abril | 6 e 13 de abril | 6 e 13 de abril |  |  |
|  |                     |                  |                  |                  |       |                     |                          |                          |                          |                          |  |                |                 |                 |                 |                 |  |  |
|  | Atlético Paranaense | 1                | 2                | 3                |       |                     |                          |                          |                          |                          |  |                |                 |                 |                 |                 |  |  |
|  | Paraná              | 2                | 0                | 2                |       |                     |                          |                          |                          |                          |  |                |                 |                 |                 |                 |  |  |
|  | Paraná              | 2                | 0                | 2                |       | Atlético Paranaense | 3                        | 1                        | 4                        |                          |  |                |                 |                 |                 |                 |  |  |
|  |                     |                  |                  |                  |       | Atlético Paranaense | 3                        | 1                        | 4                        |                          |  |                |                 |                 |                 |                 |  |  |
|  |                     | Londrina         | 1                | 4                | 5     |                     |                          |                          |                          |                          |  |                |                 |                 |                 |                 |  |  |
|  | J.Malucelli         | Londrina         | 1                | 4                | 5     | 1                   | 0                        | 1                        |                          |                          |  |                |                 |                 |                 |                 |  |  |
|  | J.Malucelli         |                  |                  |                  |       | 1                   | 0                        | 1                        |                          |                          |  |                |                 |                 |                 |                 |  |  |
|  | Londrina            | 2                | 2                | 4                |       |                     |                          |                          |                          |                          |  |                |                 |                 |                 |                 |  |  |
|  | Londrina            | 2                | 2                | 4                |       |                     |                          |                          |                          |                          |  | Londrina (pen) | 2               | 1               | 3 (4)           |                 |  |  |
|  |                     |                  |                  |                  |       |                     |                          |                          |                          |                          |  | Londrina (pen) | 2               | 1               | 3 (4)           |                 |  |  |
|  |                     | Maringá          | 2                | 1                | 3 (3) |                     |                          |                          |                          |                          |  |                |                 |                 |                 |                 |  |  |
|  | Prudentópolis       | Maringá          | 2                | 1                | 3 (3) | 3                   | 0                        | 3                        |                          |                          |  |                |                 |                 |                 |                 |  |  |
|  | Prudentópolis       |                  |                  |                  |       | 3                   | 0                        | 3                        |                          |                          |  |                |                 |                 |                 |                 |  |  |
|  | Maringá             | 4                | 1                | 5                |       |                     |                          |                          |                          |                          |  |                |                 |                 |                 |                 |  |  |
|  | Maringá             | 4                | 1                | 5                |       | Maringá             | 2                        | 1                        | 3                        |                          |  |                |                 |                 |                 |                 |  |  |
|  |                     |                  |                  |                  |       | Maringá             | 2                        | 1                        | 3                        |                          |  |                |                 |                 |                 |                 |  |  |
|  |                     | Coritiba         | 1                | 1                | 2     |                     |                          |                          |                          |                          |  |                |                 |                 |                 |                 |  |  |
|  | Rio Branco          | Coritiba         | 1                | 1                | 2     | 0                   | 1                        | 1                        |                          |                          |  |                |                 |                 |                 |                 |  |  |
|  | Rio Branco          |                  |                  |                  |       | 0                   | 1                        | 1                        |                          |                          |  |                |                 |                 |                 |                 |  |  |
|  | Coritiba            | 2                | 2                | 4                |       |                     |                          |                          |                          |                          |  |                |                 |                 |                 |                 |  |  |

## Final do Interior
Como o Maringá e o Londrina chegaram a final, a decisão do Campeonato do Interior será entre o Prudentópolis, 7º colocado, e o Rio Branco, 8º colocado. Melhores times do interior na classificação final.
Primeiro jogo
| 9 de abril | Rio Branco | 1 - 2 | Prudentópolis                | Gigante do Itiberê, Paranaguá                                 |
| 20:00      | Lisa 60'   |       | 44' Wellinghton · 89' Thiago | Público: 874 Renda: R$ 13 840,00 Árbitro: Lucas Paulo Torezin |

Segundo jogo
| 12 de abril | Prudentópolis       | 1 - 0 | Rio Branco | Newton Agibert, Prudentópolis                                      |
| 19:00       | Thiago Henrique 66' |       |            | Público: 1 025 Renda: R$ 20 760,00 Árbitro: Rogério Menon da Silva |

| Campeonato do Interior Paranaense de 2014       |
| Prudentópolis                                   |
| ----------------------------------------------- |
| Prudentópolis Futebol Clube Campeão (1º título) |

## Final
Primeiro jogo
| 6 de abril | Londrina                | 2–2            | Maringá                         | Estádio do Café, Londrina                                       |
| 16:00      | Joel 18' · Celsinho 55' | Súmula Borderô | Gabriel Barcos 24' · Baiano 66' | Público: 26 827 Renda: R$ 873 560,00 Árbitro: Adriano Milczvski |

| Londrina | Maringá |

Segundo jogo
| 13 de abril | Maringá       | 1–1            | Londrina   | Willie Davids, Maringá                                      |
| 16:00       | Cristiano 30' | Súmula Borderô | Maicon 26' | Público: 18 516 Renda: R$ 653 910,00 Árbitro: Fábio Filipus |

|                                               |     | Penalidades                             |  |
| Max Pequi Fábio Martins Léo Maringá Cristiano | 3–4 | Rone Dias Paulinho Dirceu Silvio Arthur |  |

| Maringá | Londrina |

## Classificação Final
Somando os pontos da primeira fase, dos jogos play offs e do torneio da morte, para assim definir os representantes do estado na Copa do Brasil de 2015 e Série D 2014.
Os clubes rebaixados são definidos pelo Torneio da Morte, independentemente da soma dos pontos da 1ª fase e do Torneio da Morte.
| Pos | Times               | Pts | J  | V | E | D  | GP | GC | SG  | %    | M       | Classificação ou rebaixamento                              |
| --- | ------------------- | --- | -- | - | - | -- | -- | -- | --- | ---- | ------- | ---------------------------------------------------------- |
| 1   | Londrina            | 27  | 17 | 7 | 6 | 4  | 26 | 18 | 8   | 52,9 | Estável | Classificado para a Copa do Brasil de 2015 e Série D 2014. |
| 2   | Maringá             | 29  | 17 | 8 | 5 | 4  | 24 | 18 | 6   | 56,8 | 1       | Classificado para a Copa do Brasil de 2015 e Série D 2014. |
| 3   | Coritiba            | 24  | 15 | 7 | 3 | 5  | 25 | 20 | 5   | 53,3 | Estável | Classificado para a Copa do Brasil de 2015.                |
| 4   | Atlético Paranaense | 21  | 15 | 6 | 3 | 6  | 23 | 21 | 2   | 46,6 | Estável | Classificado para a Copa do Brasil de 2015.                |
| 5   | Paraná              | 21  | 13 | 6 | 3 | 4  | 17 | 10 | 7   | 53,8 | 4       |                                                            |
| 6   | J.Malucelli         | 16  | 13 | 4 | 4 | 5  | 17 | 18 | -1  | 41   | 1       |                                                            |
| 7   | Prudentópolis       | 16  | 13 | 4 | 4 | 5  | 14 | 18 | -4  | 41   | 1       |                                                            |
| 8   | Rio Branco          | 16  | 13 | 4 | 4 | 5  | 15 | 21 | -6  | 41   | 1       |                                                            |
| 9   | Operário            | 28  | 17 | 8 | 7 | 3  | 22 | 15 | 3   | 54,9 | Estável |                                                            |
| 10  | Arapongas           | 21  | 17 | 5 | 6 | 6  | 21 | 23 | -2  | 41,7 | 1       |                                                            |
| 11  | Toledo              | 13  | 17 | 3 | 4 | 10 | 19 | 31 | -12 | 25,4 | 1       | Rebaixados para a Série Prata 2015                         |
| 12  | Cianorte            | 15  | 17 | 3 | 6 | 8  | 18 | 28 | -10 | 29,4 | Estável | Rebaixados para a Série Prata 2015                         |

## Artilharia
Atualizado em 13 de abril.
| # | Jogador          | Clube               | Gols |
| - | ---------------- | ------------------- | ---- |
| 1 | Cristiano Lopes  | Maringá             | 10   |
| 2 | Giancarlo        | Paraná              | 9    |
| 3 | Vinícius         | Arapongas           | 8    |
| 3 | Marcos Guilherme | Atlético Paranaense | 8    |
| 3 | Arthur           | Londrina            | 8    |
| 4 | Gabriel Barcos   | Maringá             | 7    |

## Público
Maiores Públicos
Estes são os dez maiores públicos pagantes do campeonato, sem considerar as partidas com portões fechados: 
| N.º | Público | Mandante | Placar | Visitante            | Estádio         | Data            | Rodada    |
| --- | ------- | -------- | ------ | -------------------- | --------------- | --------------- | --------- |
| 1   | 26 827  | Londrina | 2–2    | Maringá              | Estádio do Café | 6 de abril      | Final     |
| 2   | 18 516  | Maringá  | 1–1    | Londrina             | Willie Davids   | 13 de abril     | Final     |
| 3   | 14 750  | Maringá  | 2–1    | Coritiba             | Willie Davids   | 26 de março     | Semifinal |
| 4   | 13 810  | Londrina | 4–1    | Athletico Paranaense | Estádio do Café | 2 de abril      | Semifinal |
| 5   | 9 953   | Coritiba | 1–0    | J.Malucelli          | Couto Pereira   | 19 de fevereiro | 7ª        |
| 6   | 9 494   | Londrina | 2–0    | J.Malucelli          | Estádio do Café | 23 de março     | Quartas   |
| 7   | 8 859   | Maringá  | 2–1    | Coritiba             | Willie Davids   | 19 de janeiro   | 1ª        |
| 8   | 7 473   | Coritiba | 2–0    | Paraná               | Couto Pereira   | 26 de janeiro   | 3ª        |
| 9   | 7 400   | Coritiba | 1–1    | Maringá              | Couto Pereira   | 30 de março     | Semifinal |
| 10  | 7 152   | Maringá  | 1–0    | Prudentópolis        | Willie Davids   | 22 de março     | Quartas   |

## Médias de público
Estas são as médias de público dos clubes no Campeonato. Considera-se apenas os jogos da equipe como mandante e o público pagante:
| Nº | Time                | Jogos | Média de Público | Público Total |
| -- | ------------------- | ----- | ---------------- | ------------- |
| 1  | Maringá             | 8     | 8 579            | 68 632        |
| 2  | Londrina            | 9     | 7 827            | 70 446        |
| 3  | Coritiba            | 8     | 6 834            | 54 677        |
| 4  | Paraná              | 7     | 3 106            | 21 744        |
| 5  | Rio Branco          | 6     | 2 623            | 15 743        |
| 6  | Atlético Paranaense | 8     | 2 140            | 17 123        |
| 7  | Operário            | 8     | 2 049            | 16 392        |
| 8  | Prudentópolis       | 6     | 1 508            | 9 050         |
| 9  | Arapongas           | 7     | 1 468            | 10 280        |
| 10 | Toledo              | 8     | 876              | 7 013         |
| 11 | Cianorte            | 7     | 672              | 4 706         |
| 12 | J.Malucelli         | 7     | 246              | 1 723         |

## Premiação
| Campeonato Paranaense de 2014              |
| ------------------------------------------ |
| Londrina Esporte Clube Campeão (4º título) |

| Vice Campeão | Terceiro colocado | Quarto colocado | Campeão do Interior |
| ------------ | ----------------- | --------------- | ------------------- |
| Maringá      | Coritiba          | Atlético        | Prudentópolis       |